# Jamesonia wurdackii
Jamesonia wurdackii är en kantbräkenväxtart som först beskrevs av A.F.Tryon, och fick sitt nu gällande namn av Maarten J.M. Christenhusz. Jamesonia wurdackii ingår i släktet Jamesonia och familjen Pteridaceae. Inga underarter finns listade.